# اونترواخینگن
اونترواخینگن (به آلمانی: Unterwachingen) یک شهر در آلمان است که در الب-دانو-کریس واقع شده‌است. اونترواخینگن ۱۸۸ نفر جمعیت دارد.